# Военная политика
Вое́нная поли́тика (иностр. национа́льная оборо́нная поли́тика) — термин, который в России имеет следующие значения:
1. составная часть политики классов, государств, партий и других социально-политических институтов, непосредственно связанная с созданием военной организации, подготовкой и применением средств вооружённого насилия для достижения политических целей[5].
2. наука[6][7] и учебная дисциплина в большинстве государств.

Ранее в военном деле России, имперского периода, «военная политика» именовалась стратегией. В России «военная политика — деятельность государства по организации и осуществлению обороны и обеспечению безопасности Российской Федерации, а также интересов её союзников».

## Государства
Военная политика — составная часть общей политики государства и иных субъектов власти, непосредственно связанная с созданием и развитием военной организации, её подготовкой, способностью и готовностью к применению средств вооруженной борьбы для защиты государства и достижения других его политических целей. Военную политику в той или иной стране могут проводить как государство, правящие партии и организации, так и оппозиционные силы и организации.
Выработанная военная политика конкретизируется в официальных военных доктринах, военной стратегии и практике строительства военного. Нередко в её рамках выделяют оборонную политику, связанную с защитой данного государства. Оборонная политика иногда трактуется как синоним военной, чтобы не делать акцент на военной стороне дела в условиях перемен во внешней политике государства.
Поэтому можно сказать, что политика оборонная (политика в области обороны) и есть политика государства, направленная на надёжную защиту государства от внешней угрозы (внешнего нападения). Она вырабатывается и проводится в рамках официальной деятельности властей конкретного государства. Оборонная политика последовательно охватывает подготовку народа и вооруженных сил к отпору агрессии, а также подготовку к этому тяжелому испытанию экономики, систем здравоохранения, образования и воспитания, возможностей культуры и искусства.
На сегодняшний день известно 20 политических и идеологических систем, в которых военная политика имеет свои особенности:

| - Авторитаризм - Анархизм - Демократия - Диктатура - Коммунизм | - Консерватизм - Космополитизм - Либерализм - Марксизм - Милитаризм | - Нацизм - Национализм - Пацифизм - Плутократия - Самодержавие | - Социализм - Теократия - Тоталитаризм - Тимократия - Фашизм |

17. Основные задачи военной политики Российской Федерации определяются Президентом Российской Федерации в соответствии с федеральным законодательством, Стратегией национальной безопасности Российской Федерации до 2020 года и настоящей Военной доктриной.

Военная политика Российской Федерации направлена на недопущение гонки вооружений, сдерживание и предотвращение военных конфликтов, совершенствование военной организации, форм и способов применения Вооруженных Сил и других войск, а также средств поражения в целях обороны и обеспечения безопасности Российской Федерации, а также интересов её союзников.— III. Военная политика Российской Федерации, Указ Президента России от 5 февраля 2010 года № 146 "О военной доктрине Российской Федерации

### Цели
В зависимости от государства (политического режима) существуют следующие цели военной политики:
- предотвращение войн и военных конфликтов (пацифизм);
- Переход от мирного к вооруженному достижению внешнеполитических целей (милитаризм);
- обеспечение надежной защиты суверенитета и территориальной целостности государства;
- подготовка государства, народа и вооружённых сил к отпору любому агрессору;
- укрепление военной мощи государства;
- Военный переворот как способ замены политических элит военными элитами;
- Ослабление другой страны в военной и экономической сфере методом уничтожения населения (геноцид);
- развитие оборонной промышленности;
- всестороннее совершенствование военного строительства;

## Наука

### Учебная дисциплина
Приведён примерный курс учебной дисциплины:
- История возникновения и становления учебной дисциплины «Военная политика»
  - Военная политика как продукт общественного развития государства и его политики.
    - Зарождение военной политики в догосударственных обществах.
    - Военная политика государств Древнего мира: Месопотамии, Египта, Китая, античных государств Древней Греции и Древнего Рима.
    - Оборонительная политика славян.
    - Военная политика Руси (Древней Руси).
    - Военная политика государств Западной Европы в эпоху феодализма.

  - Теоретико-методологические аспекты военной политики государства.
    - Теоретические взгляды и суждения о военной политике Эпаминонда, Юлия Цезаря, Александра Македонского, Ганнибала, Александра Невского, Дмитрия Донского, Г. Жомини, Н. Макиавелли, А. Суворова, М. Кутузова, К. Клаузевица, Ф. Энгельса, В. Ленина и других военных деятелей и военных теоретиков прошлого.
    - Научные основы современной военной политики.
    - Совокупность идей и принципов военной политики.
    - Важнейшие направления военной политики.

  - Научные основы военной политики.
    - Понятие и содержание военной политики.
    - Цели и задачи военной политики.
    - Средства достижения военно-политических целей.
    - Основные функции военной политики.

  - Классовая природа военной политики.
    - Военная политика как продукт внешней политики национальных государств.
    - Общественно-экономические формации и военная политика в период капитализма.
    - Военная политика как часть общей политики государств эпохи империализма.
    - Военная политика социалистических государств.
    - Военная политика «неприсоединившихся» государств.

  - Субъекты современной военной политики.
    - Государства как основные субъекты военной политики.
    - Союзы государств и военные блоки продукт внешней политики государств XIX — XX века.
    - Нации, классы, социальные группы как субъекты военной политики государства.

  - Основные виды военной политики современных государств.
    - Агрессивная или авантюристическая военная политика.
    - Непоследовательная военная политика.
    - Реалистическая военная политика.
    - Последовательно миролюбивая военная (оборонная) политика
- Сущность современной военной политики.
  - Военная доктрина как теоретическая основа военной политики.
    - Военная доктрина государств: понятие и структура.
    - Политическая, социально-экономическая, оперативно-стратегическая и военно-техническая стороны военной доктрины.
    - Конкретно-исторический характер военной доктрины и факторы влияющие на её содержание и последствия.

  - Военная доктрина России в исторические периоды.
    - Содержание и характер военной доктрины Царского периода.
    - Содержание и характер военной доктрины Имперского периода.
    - Содержание и характер военной доктрины Советского периода.
    - Военная доктрина советского периода в предвоенные годы и в период Великой Отечественной войны.
    - Военная доктрина советского периода в «холодной войне».
    - Эволюция военной доктрины в условиях военной разрядки.
    - Военная доктрина Федерального периода.
    - Основные положения военной доктрины России.

  - Стратегия национальной безопасности США.
    - Военная доктрина США в условиях многополярности мира.
    - Военная доктрина США в условиях однополярности мира.
    - Стратегия «гибкой и избирательной вовлеченности» в мировой политике.
    - Военная сила США как инструмент внешней политики США в современном мире.
    - Ядерное устрашение государств — стержень военной стратегии США.
    - Действия ВС США в любых войнах, где и когда они бы не возникали.

  - Военная доктрина КНР.
    - Три этапа стратегии развития оборонного потенциала КНР.
    - Стратегия «активной обороны» КНР.
    - Закон КНР об оборонном воспитании.
    - Ядерная стратегия КНР.
    - КНР и Россия партнёры, союзники или противники.

  - Военная доктрина Индии.
    - Потенциальные противники и традиционные союзники Индии.
    - Индия и её ядерный потенциал.
    - Индийский океан — сфера жизненных интересов Индии.
    - Россия и Индия в рамках военного сотрудничества.
    - США и Индия точки соприкосновения и проблемы военного сближения.

  - Военные стратегии современных государств и блоков.
    - Стратегия: понятие и сущность.
    - Стратегия о закономерностях и характере войны.
    - Взаимосвязь стратегии и политики.
    - Основные и локальные стратегии.
    - Виды стратегий: стратегии измора и демонстрации силы.
    - Стратегия военных блоков и коалиций государств.

  - Стратегия современной России.
    - Военная доктрина России 2000 и 2010 годов о современной стратегии.
    - Основные компоненты стратегии России .
    - Обеспечение благоприятных условий для стабилизации и надежной защищенности государства, общества и личности России .
    - Главное содержание стратегии России.
- Вооружённые силы в жизнедеятельности современных государств мира.
  - Вооружённые силы (ВС) как основной инструмент военной политики государства.
    - Вооружённые силы понятие и сущность.
    - Политические мыслители и военные теоретики о роли и месте вооружённых сил в жизни общества.
    - Вооружённые силы как средство и объект политики.
    - Классовая природа происхождения вооружённых сил и их классификация.
    - Внешние и внутренние функции современных вооружённых сил.

  - Кадровые и социальные проблемы современных вооружённых сил.
    - Проблемы комплектования вооружённых сил современных государств в ведущих странах мира.
    - Смешанный или контрактный принципы комплектования вооружённых сил.
    - Социальная защищенность военнослужащих в развитых государствах мира.
    - Проблемы морально-психологического состояния личного состава вооружённых сил.
    - Вооружённые силы современной России и пути их реформирования.

### Энциклопедии
- Большая советская энциклопедия (БСЭ), Третье издание, выпущенной издательством «Советская энциклопедия» в 1969—1978 годах в 30-ти томах;
- Политика военная // Объекты военные — Радиокомпас / [под общ. ред. Н. В. Огаркова]. — М. : Военное изд-во М-ва обороны СССР, 1978. — (Советская военная энциклопедия : в 8 т. ; 1976—1980, т. 6).;
- Военный энциклопедический словарь (ВЭС), М., ВИ, 1984 г., 863 стр. с иллюстрациями (ил.), 30 листов (ил.);
- Пограничный словарь. — М.: Академия Федеральной ПС России. 2002 год;
- В. Н. Коновалов, Политология, Словарь. — М: РГУ. 2010 год.

### Учебные пособия и научные труды
- Карл Клаузевиц. [militera.lib.ru/science/clausewitz/ О войне.]
- Конышев В. Н. Военная стратегия США после окончания холодной войны. — СПб..: Наука, 2009. ISBN 978-5-02-025555-5
- Конышев В. Н., Сергунин А. А. Современная военная стратегия: Учебное пособие для студентов ВУЗов. — М.: Аспект-Пресс, 2014. ISBN 978-5-7567-0745-8

### Публицистика
- П. Золотарев, статья, «Цели и приоритеты военной политики России», журнал «Россия в глобальной политики» № 2, 2007 год.

### Историческая литература
- Е. П. Толмачев, «Военная политика и реформы Александра II», Серия: «Редкая книга», Издательство: «Воениздат», 368 стр., 2006 год;